# Bahnstrecke Tršnice–Luby u Chebu
| |                      |                                         |                                   |
| Kursbuchstrecke (SŽ): | 146                  |                                         |                                   |
| Streckenlänge: | 20,807 km            |                                         |                                   |
| Spurweite: | 1435 mm (Normalspur) |                                         |                                   |
| Streckengeschwindigkeit: | 50 km/h              |                                         |                                   |
| |                      |                                         |                                   |
| \| \| \| von Cheb (vorm. BEB) \| \| \| \| \| von Františkovy Lázně (vorm. BEB) \| \| \| \| 0,000 \| Tršnice früher Tirschnitz \| 430 m \| \| \| \| nach Chomutov (vorm. BEB) \| \| \| \| 2,154 \| Třebeň früher Trebendorf \| 450 m \| \| \| 4,080 \| Nový Drahov früher Soos \| 440 m \| \| \| 5,819 \| Vonšov früher Fonsau \| 450 m \| \| \| 7,357 \| Skalná früher Wildstein \| 455 m \| \| \| \| Sázek \| \| \| \| \| vlečka LB Minerals \| \| \| \| 11,898 \| Velký Luh früher Fleissen-Grossloh \| 485 m \| \| \| \| Plesná \| \| \| \| 16,380 \| Nový Kostel früher Neukirchen-Brenndorf \| 490 m \| \| \| 18,536 \| Dolní Luby früher Unter Schönbach \| 515 m \| \| \| 20,807 \| Luby u Chebu früher Schönbach \| 540 m \| |                      |                                         |                                   |
| Strecke |                      | von Cheb (vorm. BEB)                    | von Cheb (vorm. BEB)              |
| Abzweig geradeaus und von links |                      | von Františkovy Lázně (vorm. BEB)       | von Františkovy Lázně (vorm. BEB) |
| Bahnhof | 0,000                | Tršnice früher Tirschnitz               | 430 m                             |
| Abzweig geradeaus und nach rechts |                      | nach Chomutov (vorm. BEB)               | nach Chomutov (vorm. BEB)         |
| Haltepunkt / Haltestelle | 2,154                | Třebeň früher Trebendorf                | 450 m                             |
| Haltepunkt / Haltestelle | 4,080                | Nový Drahov früher Soos                 | 440 m                             |
| Haltepunkt / Haltestelle | 5,819                | Vonšov früher Fonsau                    | 450 m                             |
| Bahnhof | 7,357                | Skalná früher Wildstein                 | 455 m                             |
| Brücke über Wasserlauf |                      | Sázek                                   | Sázek                             |
| Abzweig geradeaus und von links |                      | vlečka LB Minerals                      | vlečka LB Minerals                |
| Haltepunkt / Haltestelle | 11,898               | Velký Luh früher Fleissen-Grossloh      | 485 m                             |
| Brücke über Wasserlauf |                      | Plesná                                  | Plesná                            |
| Haltepunkt / Haltestelle | 16,380               | Nový Kostel früher Neukirchen-Brenndorf | 490 m                             |
| Haltepunkt / Haltestelle | 18,536               | Dolní Luby früher Unter Schönbach       | 515 m                             |
| Kopfbahnhof Streckenende | 20,807               | Luby u Chebu früher Schönbach           | 540 m                             |

Die Bahnstrecke Tršnice–Luby u Chebu ist eine regionale Eisenbahnverbindung in Tschechien, die ursprünglich als staatlich garantierte Lokalbahn Tirschnitz–Wildstein–Schönbach (tschech.: Místní dráha Tršnice–Vildštein–Schönbach) erbaut und betrieben wurde. Sie verläuft in Westböhmen von Tršnice (Tirschnitz) über Skalná (Wildstein) nach Luby (Schönbach).
Nach einem Erlass der tschechischen Regierung ist die Strecke seit dem 20. Dezember 1995 als regionale Bahn („regionální dráha“) klassifiziert.

## Geschichte
Am 16. Oktober 1898 wurde „dem Heinrich Edlen von Mattoni, kaiserl. Rath- und Gutsbesitzer im Vereine mit dem Bezirksobmanne Johann Seidl in Wildstein, dem Bürgermeister Karl Habermann in Schönbach und dem k. und k. Kämmerer Engelhardt Grafen Wolkenstein-Trostburg die erbetene Concession zum Baue und Betriebe einer als normalspurige Localbahn auszuführenden Locomotiveisenbahn von der Station Tirschnitz der Linie Komotau–Eger der ausschließl. priv. Buschtěhrader Eisenbahn über Wildstein nach Schönbach“ erteilt. Teil der Konzession war die Verpflichtung, den Bau der Strecke sofort zu beginnen und binnen einem und einem halben Jahre fertigzustellen. Das Aktienkapital der AG Lokalbahn Tirschnitz–Wildstein–Schönbach betrug 760.400 Kronen in 3221 Stammaktien zu je 200 Kronen und 581 Prioritätsaktien zu je 200 Kronen.
Die Strecke wurde am 30. Juni 1900 eröffnet. Den Betrieb führten die k.k. Staatsbahnen (kkStB) für Rechnung der Eigentümer. Im Jahr 1912 wies der Fahrplan der Lokalbahn vier Personenzugpaare 2. und 3. Klasse aus. Sie benötigten für die 25 Kilometer lange Strecke in beiden Richtungen 65 Minuten. Nach dem Ersten Weltkrieg ging die Betriebsführung an die neu gegründeten Tschechoslowakischen Staatsbahnen (ČSD) über. Am 1. Januar 1925 wurde die Lokalbahn Tirschnitz–Wildstein–Schönbach per Gesetz verstaatlicht und die Strecke wurde ins Netz der ČSD integriert.
Ende der 1920er Jahre kam es zu einer signifikanten Verdichtung des Fahrplanes als auch zu einer deutlichen Fahrzeitverkürzung auf bis zu 45 Minuten. Zumeist kamen nun moderne Motorzüge zum Einsatz. Der Winterfahrplan von 1937/38 verzeichnete insgesamt neun Zugpaare in der Relation Cheb–Schönbach u Chebu.

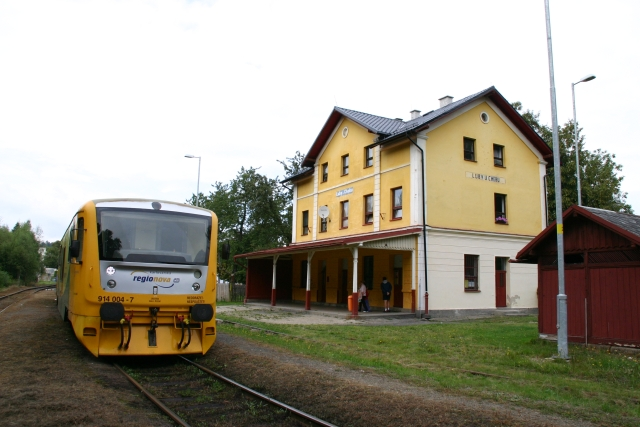
Bahnhof Luby u Chebu (2012)

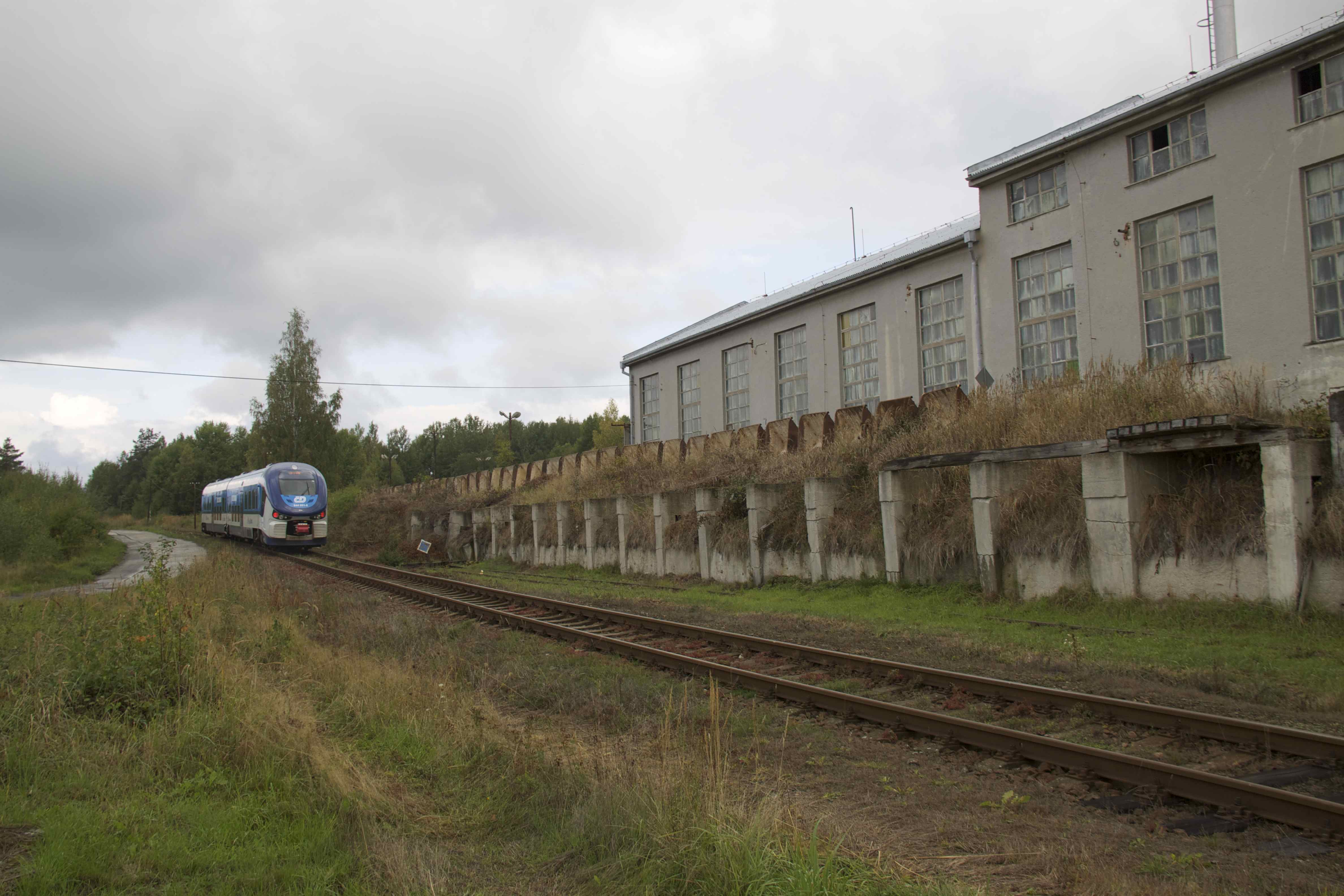
Verladeanlage Vonšov, 2013

Nach der Angliederung des Sudetengebietes an das Deutsche Reich im Herbst 1938 kam die Strecke zur Deutschen Reichsbahn, Reichsbahndirektion Regensburg. Im Reichskursbuch war die Verbindung nun als KBS 422f Eger–Tirschnitz–Schönbach enthalten. Nach dem Ende des Zweiten Weltkrieges kam die Strecke wieder vollständig zu den ČSD.
Am 1. Januar 1993 ging die Strecke im Zuge der Auflösung der Tschechoslowakei an die neu gegründeten České dráhy (ČD) über. Seit 2003 gehört sie zum Netz des staatlichen Infrastrukturbetreibers Správa železniční dopravní cesty (SŽDC).

## Industrie

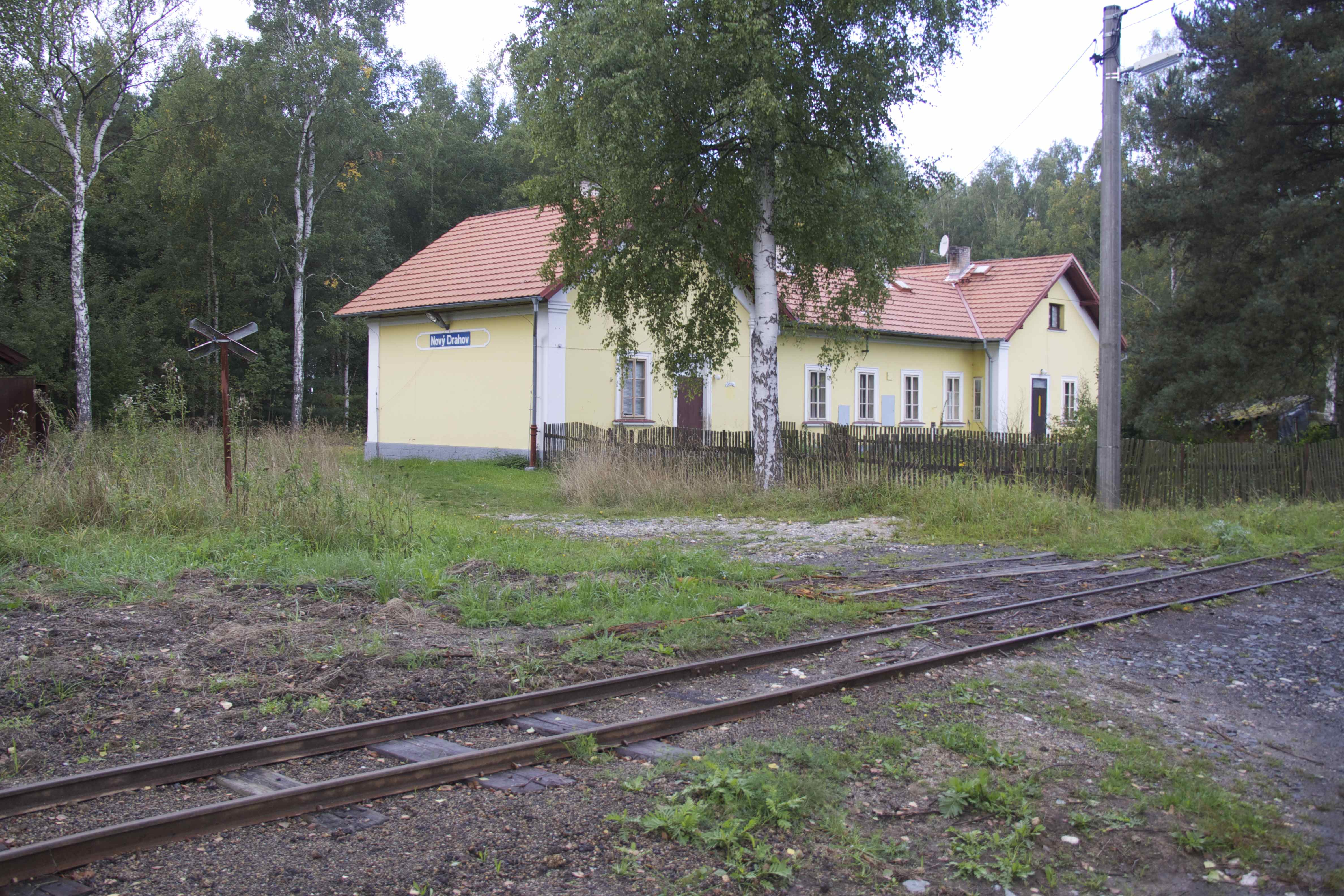
Haltestelle Soos und Bahnhof Nový Drahov

In der Region wird Kaolin gefördert. Die Gruben und Reste der 600-mm-Grubenbahn sind heute bei Nový Drahov und Vonšov, wo auch eine Umladestelle bestand, zu sehen.
Die im Jahr 1900 eröffnete schmalspurige Werkbahn Kateřina beginnt an der früher Soos genannten Station in der zu Skalná gehörigen Siedlung Hajek am Naturreservat Soos. Heute trägt die Station Soos den Namen des zu Třebeň (Trebendorf) gehörigen Nachbarorts Nový Drahov (Rohr).

## Fahrzeugeinsatz

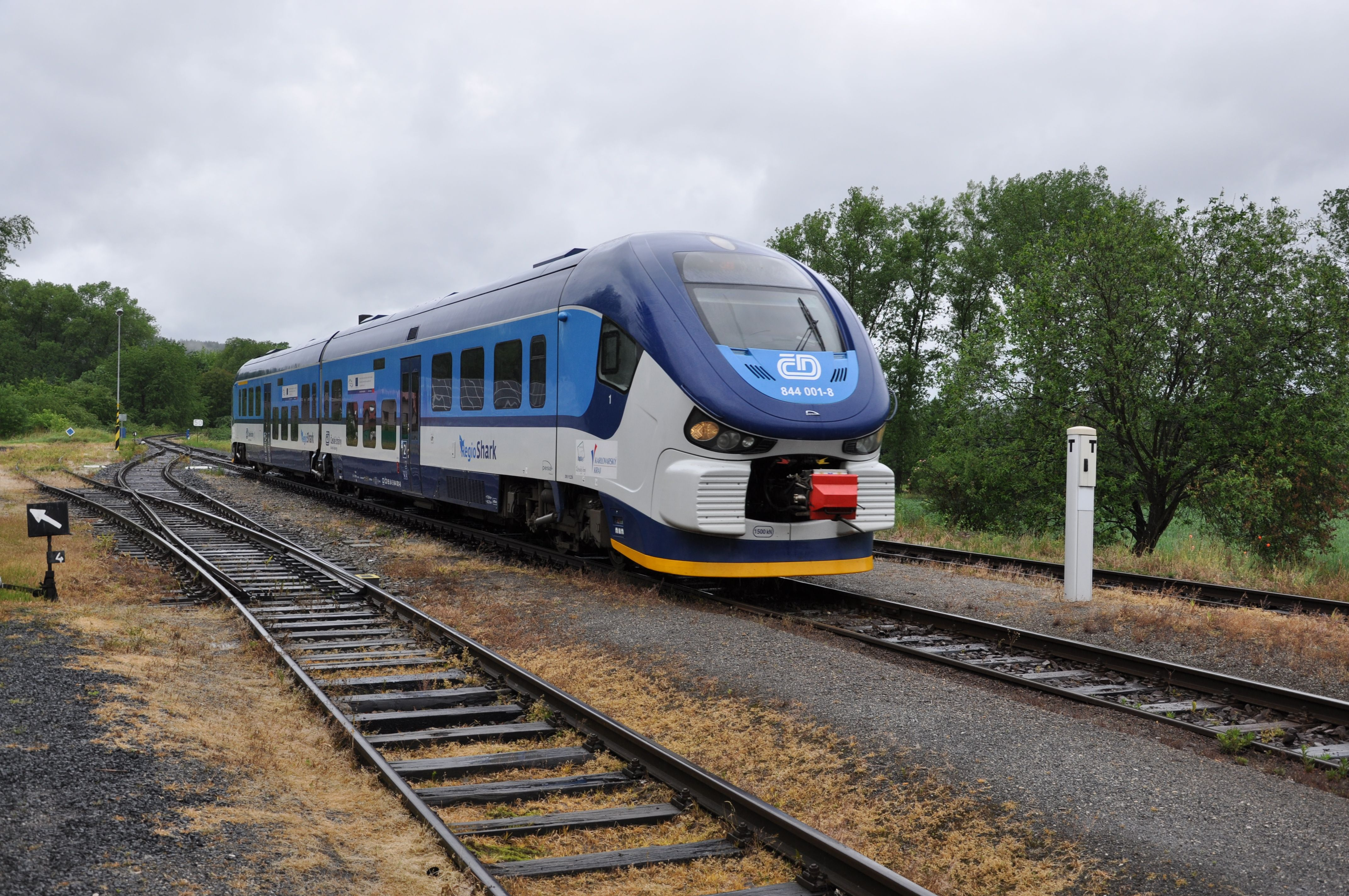
ČD-Baureihe 844 (Skalná, 2017)

Der Fahrplan 2007 verzeichnete zehn Reisezugpaare an Werktagen, an den Wochenenden waren es fünf. Eingesetzt wurden die Triebwagen der Baureihe 810.
Im Fahrplan 2012 verkehrten neun Reisezugpaare an Werktagen, an den Wochenenden waren es fünf. Eingesetzt wurden Triebwagen der Baureihe 814. Güterverkehr fand kaum noch statt.
Seit Herbst 2013 kommen planmäßig die Triebwagen der Baureihe 844 „Regioshark“ zum Einsatz. Teilweise fahren aber auch weiterhin Triebwagen der Baureihe 814.